# Vicia serratifolia
Vicia serratifolia — вид квіткових рослин з родини бобових (Fabaceae). Ареал: Європа (Швейцарія, пд. Німеччина, Угорщина, колишня Югославія, Албанія, Болгарія, Греція, Італія (вкл. Сардинію, Сицилію), Румунія, Іспанія, Франція (вкл. Корсику), Португалія), Західна Азія (Кіпр, Ізраїль, Ліван, Сирія, Туреччина), Північна Африка (пн. Алжир).

## Середовище
Зростає на висоті від 60 до 1100 метрів над рівнем моря. Vicia serratifolia зустрічається на порушених сільськогосподарських угіддях і рідше у відкритих лісах. Загрози для цього виду невідомі, проте зазначається, що види роду Vicia зазвичай погано реагують на випас худоби, тому це може становити потенційну загрозу.

## Використання
Має потенціал для використання як донор генів для покращення сільськогосподарських культур.